# Hidryta intemptata
Hidryta intemptata là một loài tò vò trong họ Ichneumonidae.